# Le Vieux Barbier

Le Vieux Barbier (chinois simplifié : 剃头匠 ; pinyin : titou jiang) est un film chinois de Hasi Chaolu sorti en 2006.

## Synopsis
Beijing, 2006, les hutong, Oncle Jing est un vieil homme de 93 ans, barbier depuis plus de 70 ans, Il vit seul, tranquille, et continue à travailler avec un sens de la dignité extraordinaire. Avec son tricycle il visite ses clients. Beaucoup de ceux qui avaient l'habitude de se faire raser et coiffer par lui ont disparu.  Il joue au Mah-jong ou va manger des tripes grillés. 
Alors que la ville est prise par la frénésie de la modernité et la préparation des jeux olympiques. Sa principale préoccupation est que chacun, y compris lui-même, sorte de ce monde comme il y est entré : propre et pur. Il sait qu'il peut mourir à tout instant et s'y prépare paisiblement et dignement, contrairement à son fils, qui lui se plaint sans arrêt de sa vie.

## Fiche technique
- Titre : Le Vieux Barbier
- Titre original : chinois simplifié : 剃头匠 ; pinyin : titou jiang
- Réalisation : Hasi Chaolu
- Scénario : Ran Ping
- Production : Shanxi Film Studio, Century Movie Distribution, Gold House Estate et Beijing Classic Communication.
- Musique : Chang An
- Photographie : Hai Tao
- Montage :
- Décors :
- Costumes :
- Pays d'origine :  Chine
- Format : Couleurs - 35 mm
- Genre : Comédie dramatique
- Durée : 104 minutes
- Dates de sortie : 2006

## Distribution
- Oncle Jing

## Commentaire
Cette fiction s'appuie sur une personne existante. Oncle Jing, un peu plus jeune en réalité, interprète son propre personnage au soir de sa vie. En 2008 il continue à habiter à Beijing.

## Récompenses
- Primé au festival IFFI de Goa.
- Primé au festival international de Shanghai.
- Cyclo d'or au FICA de Vesoul en 2008.